# Phytophthora capsici
Phytophthora capsici is een waterschimmel (oömyceet). Oömyceten lijken erg op schimmels maar zijn het niet; daarom worden ze wel pseudoschimmels genoemd. Phytophthora capsici is de veroorzaker van voet- en wortelrot bij paprika's, maar kan ook andere gewassen aantasten. De optimale groeitemperatuur voor Phytophthora capsici is 27 °C.

## Levenscyclus
Phytophthora capsici is een heterothallische oömyceet. De seksuele typen worden aangeduid met A1 en A2. Phytophthora capsici produceert zowel een mannelijk als een vrouwelijk type gametangium: een antheridium (mannelijk) en een oögonium (vrouwelijk). Het antheridium is bij deze soort amfigeen (tweeslachtig), wat betekent dat het antheridium in deze mannelijke vorm van het gametangium kan blijven of zich kan ontwikkelen tot een vrouwelijk gametangium (oögonium). Karyogamie tussen deze twee typen gametangia, de ene van het seksuele type A1 en de andere van het seksuele type A2, resulteert in de vorming van een overwinterende oöspore. De oösporen kunnen direct ontkiemen met een kiembuis of indirect ontkiemen. Bij de indirecte ontkieming wordt de oöspore binnen het gametangium door een spermatozoïde bevrucht. Uit deze bevruchte oösporen ontstaan sporangia en zoösporangia. De zoösporangia vormen ten slotte de zoösporen. De zoösporen zijn biflagellate (met twee zweepdraden) beweeglijke sporen met één lange naar voren gerichte zweepdraad en een kortere naar achteren gerichte zweepdraad. Deze biflagellate zoösporen zorgen voor het polycyclische verloop van de ziekte.
Chlamydosporen, gevonden bij andere Phytophthora-soorten, zijn bij Phytophthora capsici in de natuur niet gevonden en ook niet bij isolaten die werden verzameld van een reeks gastheren en locaties.

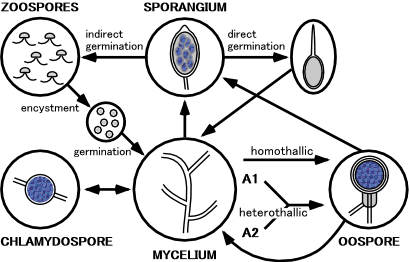
Levenscyclus
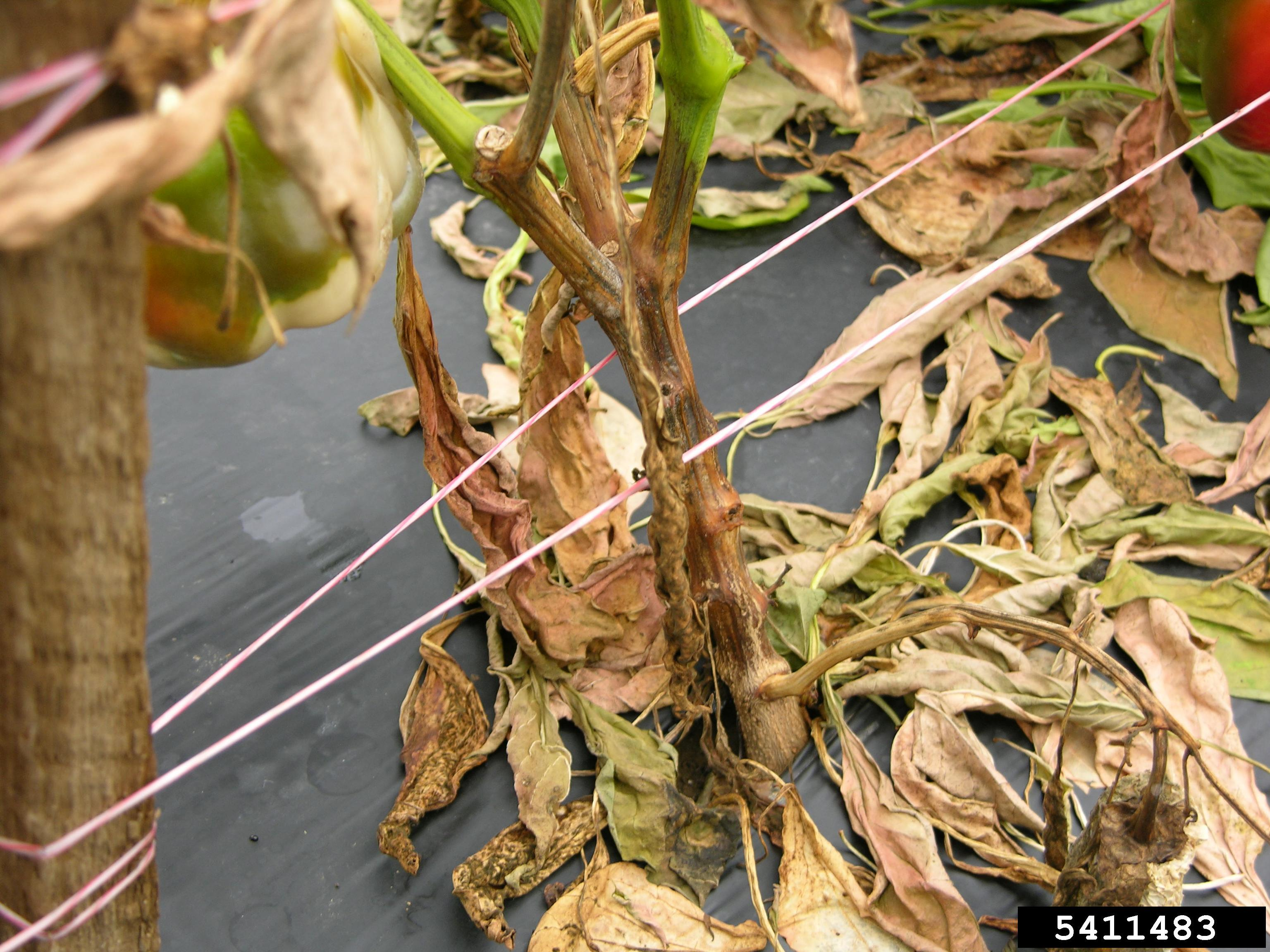
Aantasting bij paprika
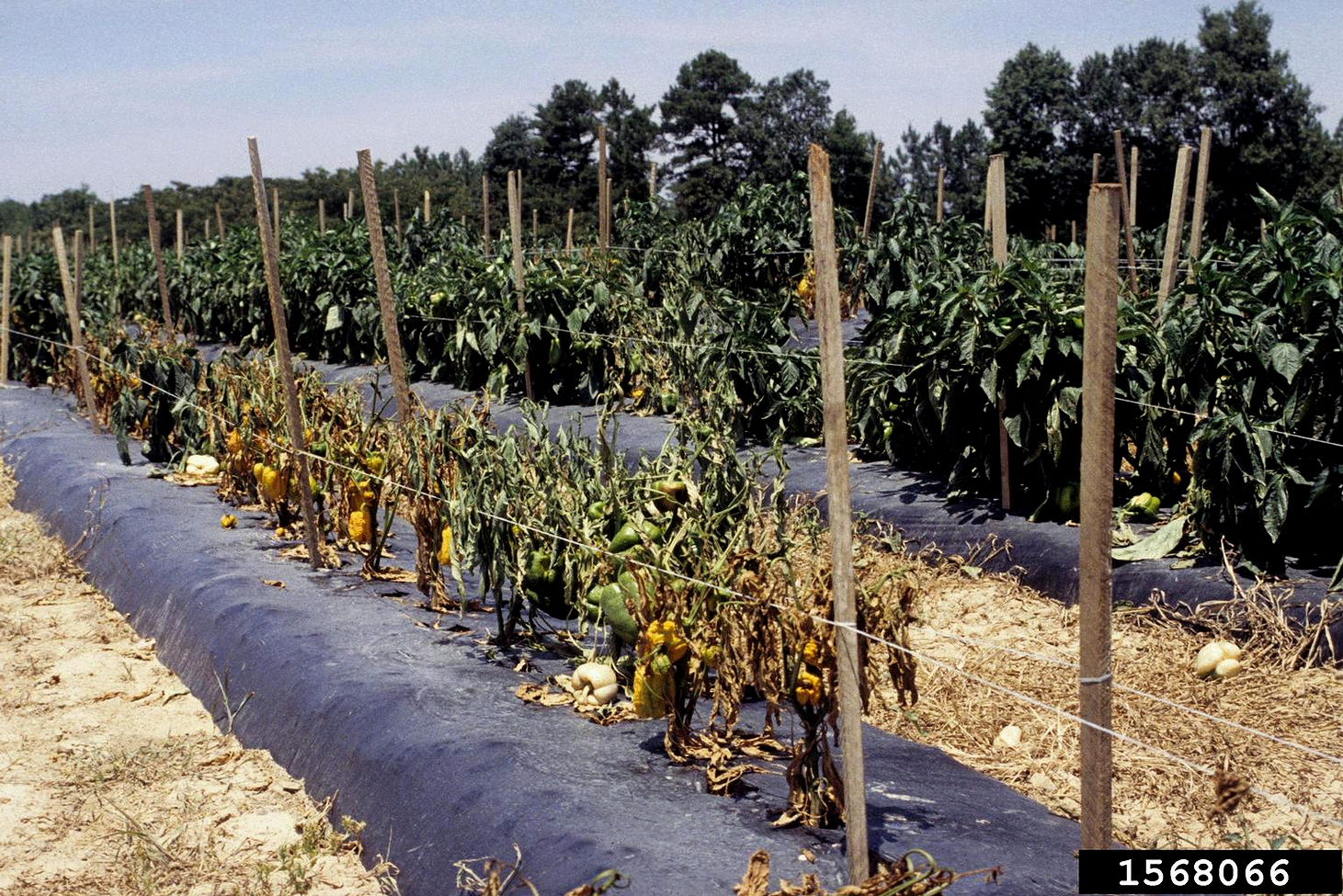
Aantasting bij paprika